# Oskar Joost
Oskar Karl Adolf Paul Joost (* 9. Juni 1898 in Weißenburg im Elsass; † 29. Mai 1941 in Berlin) war ein deutscher Musiker (Geige, Tenorsaxophon und Klarinette) und Leiter eines Tanzorchesters. Seine Schallplattenpseudonyme Leo Hardy und Fred Marley wurden auch für andere Orchesterleiter verwendet.

## Leben
Oskar Joost kam aus einer musikalischen Familie. Der Vater Albert Joost sen., ein Militärmusiker, spielte Cello. Von ihm erhielten die Söhne Oskar und Albert jun. („Ali“) ersten Geigenunterricht. Nach dem Besuch des Gymnasiums in Leipzig und der freiwilligen Teilnahme am Ersten Weltkrieg bestritt Oskar seinen Lebensunterhalt in der Landwirtschaft, als Bankangestellter und schließlich als Mitglied von Unterhaltungskapellen.
Im Jahr 1924 gründete Oskar mit seinem Bruder Ali das Tanzsport-Orchester Oscar Joost, mit Oskar als Primgeiger und Bruder Ali als Trapp-Drummer. Es folgten Engagements in ganz Deutschland sowie in Dänemark. Erste Schallplatten entstanden 1929 für Berliner Kaufhausmarken. Im März 1930 gelang der Durchbruch in Berlin mit einem ersten Engagement auf dem Dachgarten des Eden-Hotel und einem Plattenvertrag bei Electrola, dem weitere Aufnahmen bei anderen Firmen folgen sollten: Pallas (1931), Kristall (1931‑1934), Ultraphon/Telefunken (1932), Deutsche Grammophon/Polydor (1934‑1941)
Zum 1. Mai 1933 trat Oskar Joost der NSDAP bei (Mitgliedsnummer 2.849.356). Im Januar 1940 wurde Oskar Joost zur Wehrmacht einberufen, sein Orchester wurde von Rudi Juckeland weitergeführt. Er wurde Kompanieführer im Range eines Oberleutnants. Für seine Einheit komponierte er eine „böhmische Polka“. Er beteiligte sich am Versuch der Reichsmusikkammer, eine „deutsche“ Tanzmusik ohne Synkopen zu verwirklichen. Er wurde im Westfeldzug verwundet und starb im Mai 1941 in der Berliner Charité  an Lungenkrebs.

## Diskographie
- Rainer E. Lotz: Discographie der deutschen Tanzmusik, Band 1. Birgit Lotz Verlag, Bonn 1993 (vii, S. 1–278). ISBN 3-9802656-4-1 / ISBN 978-3-9802656-4-5 (enthält eine Auflistung aller Schallplatten des Oskar Joost, S. 155–254).

## Ausgewählte Schallplatten
- Grüß' mir mein Heimatland-LF – Rot-Blau 9619 – Berlin, September 1929
- Herr Ober – zwei Mokka-F – Electrola EG1890 – Berlin, 16. April 1930
- Fensterpromenade-F – Kristall 3369 – Berlin, Juli 1933
- Hofkonzert im Hinterhaus (Organ Grinder's Swing)-F – Grammophon 10565 – Berlin, 27. Januar 1937

### Neuauflage als CD
- Oskar Joost. Die frühen Aufnahmen 1930–1934. Jube (Bear Family Records), April 2003
- Oskar Joost und sein Orchester. Folge 2. Aus dem "Grammophon"-Aufnahmen 1934 bis 1939. Jube, 2009

## Ausgewählte Filme
- Der Sohn der weißen Berge (1930)
- Berge in Flammen (1931)
- Die Galavorstellung der Fratellinis (1932)
- Die Herren vom Maxim (1933)
- Kaiserwalzer (1933)
- Keinen Tag ohne dich (1933)
- Regine
- Mach' mich glücklich (1935)
- Allotria (1936)